# علی نجات
علی نجات یک روستا در ایران است که در دهستان آبژدان واقع شده‌است.